# Josef Vacenovský
Josef Vacenovský (9. července 1937, Ratíškovice – 4. prosince 2023) byl český fotbalista, československý reprezentant, držitel bronzové medaile z Mistrovství Evropy ve fotbale 1960 (byť do bojů šampionátu přímo nezasáhl).

## Fotbalová kariéra
Začínal v rodných Ratíškovicích v Baníku, s nímž se stal v roce 1955 dorosteneckým přeborníkem Moravy a na závěrečném turnaji, který se konal v Gottwaldově (dobový název Zlína) a Kroměříži, zvítězil i v přeboru Československa (na 2. místě skončil Tatran Liberec, 3. Baník Duchcov, 4. Slavoj Lučenec). Svou profesionální fotbalovou kariéru spojil s Duklou Praha, v níž hrál v letech 1956–1969. Svou hráčskou dráhu končil v Belgii, u týmu ARA La Gantoise a KSC Lokeren. V československé 1. lize odehrál 271 utkání a vstřelil 67 branek. S Duklou se stal šestkrát mistrem republiky (1958, 1961, 1962, 1963, 1964, 1966) a získal s ní čtyřikrát Československý pohár (1961, 1965, 1966, 1969). Probojoval se s ní rovněž do semifinále Poháru mistrů evropských zemí (1967). Za československou reprezentaci odehrál jeden zápas, přátelské utkání proti Polsku roku 1964.

## Ligová bilance
| Ročník                                     | Zápasy | Góly | Klub        |
| ------------------------------------------ | ------ | ---- | ----------- |
| 1. československá fotbalová liga 1957/1958 | 19     | 8    | Dukla Praha |
| 1. československá fotbalová liga 1958/1959 | 26     | 5    | Dukla Praha |
| 1. československá fotbalová liga 1959/1960 | 24     | 7    | Dukla Praha |
| 1. československá fotbalová liga 1960/1961 | 22     | 9    | Dukla Praha |
| 1. československá fotbalová liga 1961/1962 | 20     | 9    | Dukla Praha |
| 1. československá fotbalová liga 1962/1963 | 25     | 8    | Dukla Praha |
| 1. československá fotbalová liga 1963/1964 | 23     | 3    | Dukla Praha |
| 1. československá fotbalová liga 1964/1965 | 24     | 8    | Dukla Praha |
| 1. československá fotbalová liga 1965/1966 | 23     | 4    | Dukla Praha |
| 1. československá fotbalová liga 1966/1967 | 22     | 2    | Dukla Praha |
| 1. československá fotbalová liga 1967/1968 | 23     | 4    | Dukla Praha |
| 1. československá fotbalová liga 1968/1969 | 20     | 0    | Dukla Praha |
| CELKEM                                     | 271    | 67   |             |